# Tien quintijnen
Tien quintijnen is een verzameling gedichten van Martin Veltman die werd uitgegeven in 1984 door de Regulierenpers.

## Geschiedenis
Veltman was in 1953 gedebuteerd als dichter, maar raakte daarna verzeild in de reclamewereld en publiceerde tientallen jaren geen poëzie meer. Toen hij na zijn werkzame leven meer tijd kreeg, begon hij opnieuw te dichten en te publiceren. Hij verkeerde nog steeds in de literaire kringen en kende ook de uitgevers van Athenaeum - Polak & Van Gennep en met name Ben Hosman. Die was begin jaren 1980 begonnen met zijn Regulierenpers en drukte werk van zijn vrienden, als eerste Ida Gerhardt en al snel gevolgd door Veltman. Al de vierde uitgave van de Regulierenpers betrof een dichtbundel van Veltman, Tien quintijnen (1984). Veltman richtte zich op klassieke versvormen als de quintijn en de villanel. Nog in hetzelfde jaar drukte Hosman op zijn private press Zes villanellen. De quintijnen werden later opgenomen in verschillende (verzamel)bundels van de dichter.
De aankondiging vond plaats door middel van een prospectus waarbij de gebonden uitvoering werd aangeboden voor ƒ 140.- en de ingenaaide versie voor ƒ 45.-.

### Inhoud
De bundel bevat tien titelloze quintijnen. In de verantwoording in De Veltman-verzameling wijst samensteller L.R. Pol er op dat daarna verschillende hiervan zijn gewijzigd voor de bundeling in Hollandse quintijnen. Een quintijn, 'Bommel', werd in de latere bundeling zelfs niet eens opgenomen.

### Uitgave
De quintijnen werden gedrukt op papier van Van Gelder Hollands Register Vergé in 24 pagina's. Er waren vijf verschillende uitvoeringen. Twee exemplaren werden gebonden in halfperkament waarvan de platten werden overtrokken met Indiase, gemarmerde zijde; deze twee exemplaren werden gesigneerd door de dichter. Daarnaast waren er nog acht exemplaren gebonden in halfperkament met platten overtrokken met gewoon, blauw papier, tien in halfleer (waarvan een in cassette) en er werden 25 exemplaren gebrocheerd. Het bindwerk werd uitgevoerd door David Simaleavich van Binderij Phoenix.
Het exemplaar nummer 1, gebonden in halfperkament en met Indiase zijden platten, bleef in het bezit van de drukker en werd met zijn gehele verzameling verkocht in 2006 door een Utrechtse antiquaar; Jan Erik Bouman, de drukker van Hugin & Munin, werd de koper en dit exemplaar werd via Bubb Kuyper Veilingen weer verkocht met een deel van de nalatenschap van Bouman in november 2011. Een ander halfperkamenten exemplaar (nummer 9) was in het bezit van Johan Polak en werd met diens nalatenschap geveild in mei 1993 bij een Utrechts veilinghuis. Het exemplaar nummer 18 werd in halfleer gebonden en is bovendien het enig bekende exemplaar in een cassette; het was eveneens in het bezit van de drukker en werd ook in 2006 verkocht door de Utrechtse antiquaar. Het halfleren exemplaar uit het bezit van Gerrit Komrij werd in november 2012 ter veiling aangeboden, eveneens in Haarlem.